# ウラディーミル・ユロフスキ (作曲家)
ウラディーミル・ミハイロヴィチ・ユロフスキ（ウクライナ語: Володи́мир Миха́йлович Юро́вський, ロシア語: Владимир Михайлович Юровский, ラテン文字:Vladimir Michailovich Jurowski、1915年3月20日（ユリウス暦では3月7日） - 1972年1月26日）は、ウクライナ出身のソビエト連邦の作曲家。

## 経歴
ロシア帝国キエフ州タラシチャ出身。11歳より映画館でピアノ伴奏を始める。キエフ音楽院で学ぶと同時に、ウクライナ国立歌劇場で指揮者助手を務めた。その後、モスクワ音楽院に入学して、ニコライ・ミャスコフスキーのもとで学んで、1938年に卒業した。
作品にはオペラ『オパナスの語り歌』（1940年）、バレエ『赤い帆』（1942年）、5つの交響曲、オラトリオ、カンタータ、そして多くの映画音楽などがある。
1969年にはロシア・ソビエト連邦社会主義共和国人民芸術家の称号を得た。

## 家族・親族
- 息子：指揮者のミハイル・ユロフスキは息子。
- 孫：同名で指揮者のウラディーミル・ユロフスキは孫。

## 文献
- Storm Bull:Index to biographies of contemporary composers - Vol. II, Metuchen, N.J.: Scarecrow Press, 1974, 567 p.
- Michel-Dimitri Calvocoressi:A survey of Russian music, Harmondsworth, Middlesex, England: Penguin Books, 1944.
- Alexandria Vodarsky-Shiraeff:Russian composers and musicians - A biographical dictionary, New York: H. W. Wilson, 1940, 158 p.